# Clasa Sejong the Great
Clasa Sejong the Great este un tip de distrugător construit de Coreea de Sud pentru a echipa marina sa proprie. Seria de distrugătoare este numită în memoria lui Sejong cel Mare, al patrulea rege din dinastia coreeană Joseon.

## Nave similare
- Clasa Álvaro de Bazán  Spania
- Clasa Arleigh Burke  Statele Unite ale Americii
- Clasa Atago  Japonia
- Clasa Daring Type 45  Regatul Unit
- Clasa FREMM  Franța/ Italia
- Clasa Horizon  Franța/ Italia